# Janez Kranjc (pravnik)
Janez Kranjc, slovenski pravnik, pravni zgodovinar, ustavni sodnik * 11. maj 1949, Ljubljana.
Janez Kranjc je leta 1971 diplomiral na ljubljanski PF in prav tam 1980 tudi doktoriral. Strokovno se je izpopolnjeval na univerzah na Dunaju, Cambridgeu in Kölnu. Leta 1987 je postal izredni profesor rimskega prava na PF v Ljubljani, 1992 redni profesor.
Kranjc pri proučevanju rimskega prava pogosto posega v srednji vek; v člankih o rimskih (latinskih in iz latinščine izvirajočih) pravnih maksimah obdeluje predvsem njihova etična sporočila. Proučuje rimsko materialno in procesno pravo, rimsko kazensko pravo ter vprašanja pravnega jezika in izrazja (vodil je raziskovalni program Vključevanje pravnega izrazja evropskega prava v slovenski pravni sistem)ter pravnimi vprašanji visokošolskega, še posebej pravnega študija.
Bil je gostujoči profesor na več tujih univerzah in gostujoči raziskovalec na Straus Institute for Advanced Study of Law and Justice na New York University School of Law ter na univerzi Carlos III v Madridu.
Leta 1994 je ustanovil Mednarodni forum na ljubljanski Pravni fakulteti, ki mu tudi predseduje.
Od 2004 je bil član, 2007-10 predsednik Sodnega sveta Republike Slovenije in 2009 tudi Evropske zveze pravnih fakultet (ELFA). 1995-2001 je bil dekan PF, do 2003 prodekan (prvič že 1993-95) in še do 2011 član senata UL. 1995 je postal predsednik komisije za pripravo novega statuta UL in bil tudi njegov glavni avtor ter kasneje več mandatov predsednik statutarne komisije UL. Je predsednik znanstvenega sveta Inštituta za kulturno zgodovino ZRC SAZU ter predsednik Upravnega odbora ZRC SAZU. Od 2004 je glavni urednik mednarodne pravne revije Slovenian Law Review.  
Leta 2001 je prejel Srebrni častni znak svobode Republike Slovenije, 2006 Chevalier de l'ordre des palmes académiques Republike Francije. 
V letu 2010 je prejel Zoisovo nagrado za vrhunske dosežke na področju znanstvenoraziskovalne dejavnosti. Decembra 2017 mu je Univerza v Ljubljani podelila naziv zaslužnega profesorja, junija 2019 je bil izvoljen za izrednega, 2025 za rednega člana SAZU, že 2023 pa za člana njenega predsedstva. Od leta 2012 je član Academia Europaea - "The Academy of Europe”. Je tudi častni doktor Univerze v Poitiersu (Francija). 
Junija 2021 ga je Borut Pahor imenoval za kandidata za ustavnega sodnika.

## Dela

### Monografije
- Latinski pravni reki (1994, 2006 - 2. izd.)
- Slovenska nacionalna identiteta in evropsko združevanje: nekateri pravni vidiki (soavtor, 2002)
- Pravni vidiki slovenske samobitnosti leto po vstopu v EU (soavtor, 2005)
- Rimsko pravo (2008, 2010 - 2. izd.)